# موران فریدمن
موران فریدمن (عبری: מורן פרידמן‎؛ زادهٔ ۳ ژانویهٔ ۱۹۹۰) بازیکن فوتبال اهل اسرائیل است.
وی همچنین در تیم ملی فوتبال زنان اسرائیل بازی کرده‌است.